# Robin Hayes
Robert Cannon "Robin" Hayes (ur. 14 sierpnia 1945 w Concord) – amerykański polityk, członek Partii Republikańskiej. Od 1999 do 2009 zasiadał w Izbie Reprezentantów.